# Anziano (religione)
In ambito religioso, un anziano (dal latino medievale antianus, attraverso il francese antico ancien) è una persona, generalmente di età avanzata, cui viene riconosciuto un carisma di particolare saggezza, e che perciò assume un ruolo di guida all'interno della comunità o del gruppo.

## Ebraismo
Nella religione ebraica al tempo del Tanakh, lo זקן, zaqén, era un leader dell'antico Israele, o di una città, tribù o nazione. Altre religioni semitiche attribuiscono valore all'autorità venerabile degli anziani, come ad esempio nella figura dello sceicco musulmano, lo hakham nel caraismo e la figura dell'Uqqālˤ dei drusi.

## Cristianesimo
All'inizio del cristianesimo il presbitero (greco, πρεσβύτερος, 'anziano') era un membro della chiesa locale responsabile della direzione della comunità, spesso come membro di un collegio; questo termine e quello di episcopos (in greco: ἐπίσκοπος, 'supervisore', da cui è derivato il termine italiano vescovo, vero e proprio responsabile e guida comunitaria) erano utilizzati in modo intercambiabile fino alla metà del II secolo, quando si affermò nelle chiese la distinzione tra il vescovo (supervisore singolo, tecnicamente detto "monarchico", spesso responsabile di diverse congregazioni) e il presbitero (appartenente ad un collegio alle dipendenze del vescovo, spesso incaricato della guida di una singola congregazione locale).
Oggi il titolo è ancora utilizzato da molte confessioni cristiane.
La chiesa cattolico-romana, per esempio, utilizza, come nome ufficiale per il ministro numericamente più rappresentato, il termine presbitero ("prete" o "prêtre" ne sono forme contratte, tipiche delle lingue italiana e francese), appunto "anziano".
Le chiese presbiteriane, il cui governo è formato da un corpo di anziani, impiegano il termine in riferimento ai membri del consiglio incaricato della vita della comunità e della cura dei suoi membri.
Le denominazioni che hanno conservato un governo episcopale, come le chiese della Comunione anglicana, alcune chiese metodiste e i Fratelli moravi, hanno come ministeri i tre ordini dei vescovi, degli anziani (presbiteri) e dei diaconi.
La Chiesa dei Fratelli è governata da un consiglio di anziani laici, senza nessuna gerarchia tra di loro.
Alcune chiese pentecostali impiegano questo titolo in riferimento al ministro.
Il titolo è utilizzato anche dai Testimoni di Geova: in questa Chiesa i presbiteri vengono chiamati anziani nel senso di uomini maturi. Essi non si fanno chiamare con titoli quali padre (Matteo 23,8-11) né indossano abiti particolari: una comunità di fratelli non è compatibile con una classe clericale che si attribuisce titoli altisonanti e si eleva al di sopra del laicato. Ai pastori che devono pascere il gregge di Dio viene detto di farlo “non per forza, ma volontariamente, né per amore di guadagno disonesto, ma premurosamente, né come signoreggiando su quelli che sono l'eredità di Dio, ma divenendo esempi del gregge” (1 Pietro 5,2-3): per essere autentici pastori cristiani non vogliono signoreggiare sulla fede di altri, ma come compagni d'opera nel servizio di Dio, cercano semplicemente di dare il buon esempio (2 Corinti 1,24).
In varie denominazioni all'interno del movimento mormone (movimento dei Santi degli ultimi giorni), anziano è un ufficio sacerdotale nel sacerdozio di Melchisedek.